# Nationale Humorschool
De Nationale Humorschool (Frans: École nationale de l'humour, afkorting: NHS) is een particuliere onderwijsinstelling zonder winstoogmerk in Montreal, Quebec, Canada. 
De school biedt beroepsopleidingen aan makers die zich willen specialiseren op het gebied van humor als komiek (schrijver/performer) of auteur. De school is erkend door het Ministerie van Onderwijs en Hoger Onderwijs in Quebec en wordt gesteund door het Ministerie van Cultuur en Communicatie en de Afdeling van Canadees Cultureel Erfgoed.

## Geschiedenis
Gilbert Rozon, oprichter van het Just for Laughs-festival in Montreal, wilde een school creëren gespecialiseerd in de kleinkunst. In 1988 werden de eerste studenten toegelaten aan de school. In 1992 kreeg de school erkenning van het Ministerie van Educatie in Quebec voor het eerste professionele programma voor de kleinkunst.